# Klooster Selwerd

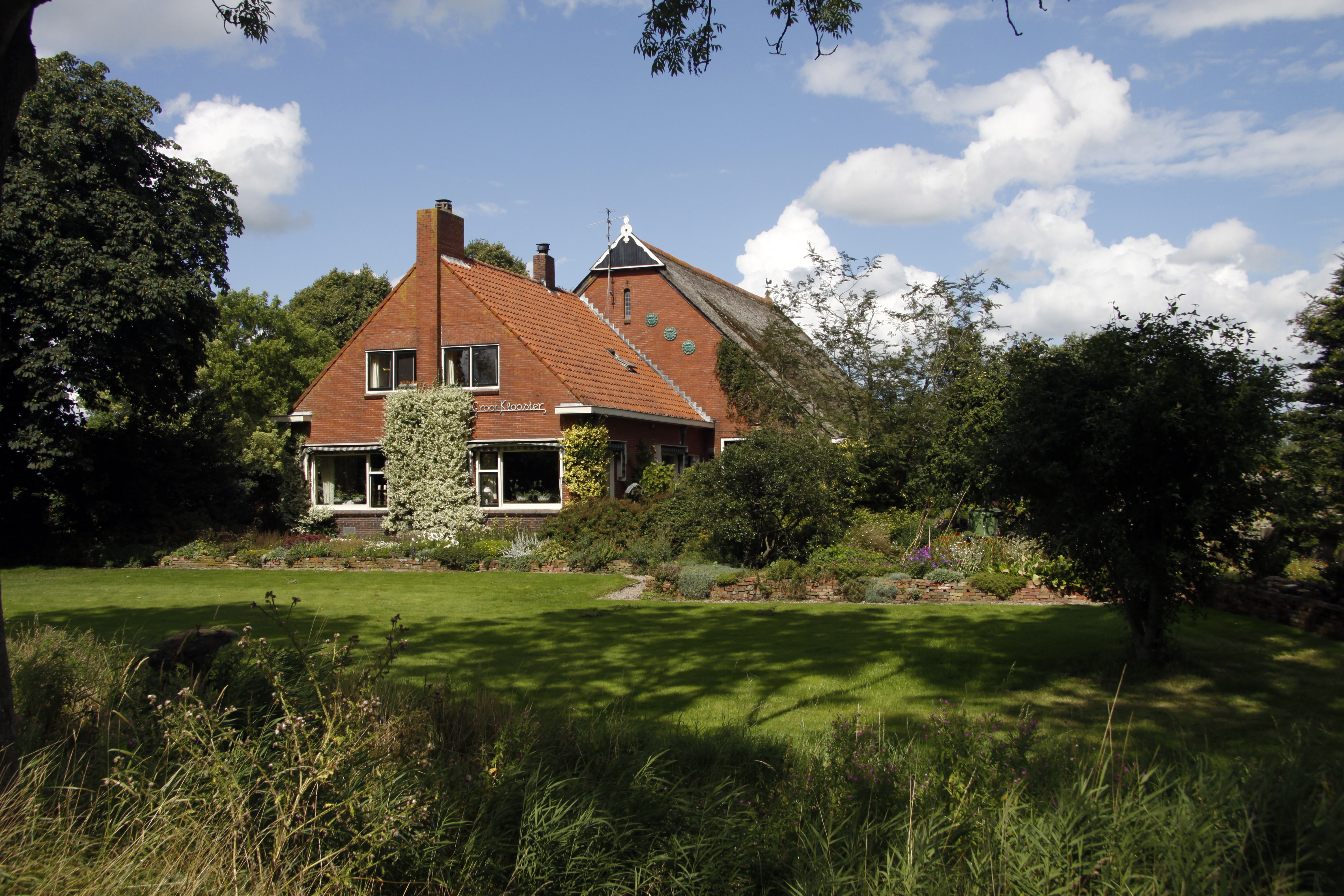
Boerderij Groot Klooster (Tjardaweg 3, Groningen) op de plek van het vroegere klooster

Het klooster Selwerd, ook bekend als Siloe, was een Benedictijner dubbelklooster dat in de middeleeuwen ten noorden van de stad Groningen heeft gestaan. Het werd waarschijnlijk gesticht aan het einde van de twaalfde eeuw en werd in 1584 verlaten. Het klooster was gewijd aan de heilige Catharina. Ter plaatse staat tegenwoordig een boerderij genaamd Grootklooster. De naam van het klooster leeft voort in de Groninger stadswijk Selwerd.
In 1934 heeft men het tracé van het Van Starkenborghkanaal dwars door het terrein van het klooster gegraven. De noordelijke punt is nog te herkennen links van de weg van Groningen naar Adorp, waar de weg van het kanaal afbuigt. De zuidelijke punt ligt aan de andere kant van het kanaal bij de begraafplaats Selwerderhof en is een archeologisch rijksmonument.
Naast het klooster lag vroeger ook het Kasteel Selwerd.
De bekende Groningse humanist Rudolf Agricola was een zoon van een van de abten van het klooster.

## De schat van Selwerd
Volgens een Gronings volksverhaal moet bij het klooster Selwerd een enorme schat verborgen zijn, zo groot dat geen zes paarden hem kunnen trekken. Iemand zou daar aan het graven zijn geweest en een pot met daarin een perkamenten brief gevonden hebben. Daarin stond dat er een enorme schatkist ligt midden in het Zuderven, het is niet bekend waar dit zich bevindt. De vermeende schat is nooit gevonden.

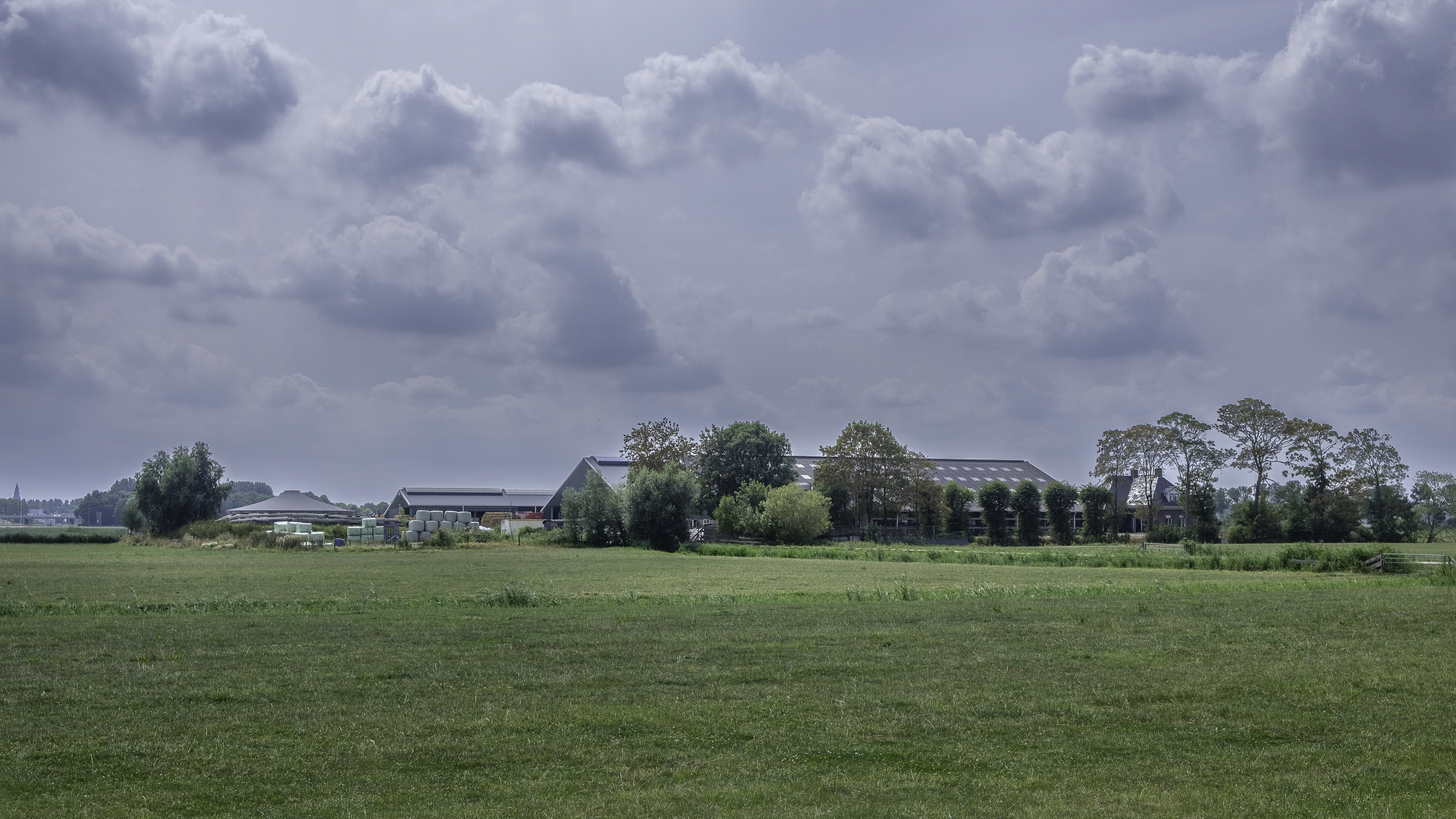
Voormalig voorwerk van het klooster Selwerd aan de Westerseweg